# Polk County (Minnesota)
 For alternative betydninger, se Polk County. (Se også artikler, som begynder med Polk County)
Polk County er et county i den amerikanske delstat Minnesota. Amtet ligger nordvest i delstaten og grænser op til Marshall County i nord, Pennington County og Red Lake County i nordøst, Clearwater County i øst, Mahnomen County i sydøst og mod Norman County i syd. Polk County grænser også op til delstaten North Dakota i vest.
Polk Countys totale areal er 5.174 km² hvoraf 71 km² er vand. I 2000 havde Polk County 31.369 indbyggere. Det administrative centrum er byen Crookston, som også er største by i Polk County.
Polk County har fået sit navn efter general John Polk, som deltog i den amerikanske borgerkrig.
47°46′N 96°24′V / 47.77°N 96.4°V